# Acide tropique
L'acide tropique ou acide 3-hydroxy-2-phénylpropanoïque est un acide carboxylique.
Il existe sous forme de deux énantiomères, l'acide (2S)-3-hydroxy-2-phénylpropanoïque et l'acide (2R)-3-hydroxy-2-phénylpropanoïque.
Il peut être obtenu par hydrolyse de l'atropine d'où son nom provient.